# Anders Carlberg (regissör)
Anders Olof Carlberg, född 10 maj 1942 i Uppsala, är en svensk teaterregissör, dramaturg, översättare och universitetslektor i radioproduktion.

## Biografi
Sedan början av 1970-talet har han regisserat omkring 150 föreställningar åt Radioteatern där han även varit verksam som dramaturg. Under en period var han chef för Radioteaterns dramaturgiat och under år 2000 var han tillförordnad chef för Radioteatern. 1970 regisserade han Kärlek och politik av Friedrich Schiller på Stockholms stadsteater med bland andra Yvonne Lombard, Helge Skoog, Tord Peterson och Gösta Bredefeldt. Anders Carlberg har översatt dramatik från tyska av Botho Strauss, Ödön von Horvath, Franz Xaver Kroetz och Frank Wedekind. Dessutom har han översatt William Shakespeares Othello. Från 2002 till 2007 var han lektor vid Dramatiska Institutet där han undervisat i radioproduktion sedan 1993. Anders Carlberg är gift med dramaturgen och bildkonstnären Stina Eidem.